# 제1차 세계 대전과 태국
이 문서는 제1차 세계 대전과 시암(오늘날 태국)에 관한 것이다.
제1차 세계 대전 당시 시암은 초기에 중립 정책을 취하였다. 당시 시암은 일본 제국처럼 이미 빠르게 근대화가 진행되었음에도 불구하고 식민지를 가지지 않았기 때문이다. 일본이 당시 독일 제국령 식민지였던 산둥반도와 북마리아나 제도, 팔라우 등을 차지하려고 독일 제국에 선전 포고한 1914년 당시에도 시암은 참전할 생각이 없었다.
그러나 미국처럼 중립만 지켰던 1917년 7월 28일, 시암도 상황이 바뀌었다(물론 미국도 무제한 잠수함 작전으로 인해 1917년 4월 6일 독일에 전쟁을 선언했다). 독일과 오스트리아-헝가리는 당시 영국, 미국, 프랑스, 이탈리아 왕국, 루마니아 왕국, 세르비아 왕국 등에게 적이 될 존재였기 때문이다.
시암도 국익을 위해 참전을 결심했던 것이다. 역시 독일과 오스트리아-헝가리에 전쟁을 선언했다. 그러나 시암 참전 여부에 대해서는 지금까지도 밝혀지지 않고 있다.
참전 결과 승전국이 된 시암은 국제 연맹에 가맹하고 입헌 군주국으로 발전하게 되었다.